# Aziz Sancar
Aziz Sancar (Savur, 8 settembre 1946) è un biochimico turco naturalizzato statunitense, specializzato nella riparazione del DNA, punti di controllo del ciclo cellulare e orologio circadiano. Nel 2015 gli è stato assegnato il Premio Nobel per la chimica insieme allo svedese Tomas Lindahl e allo statunitense Paul Modrich per i loro studi meccanicistici sulla riparazione del DNA. Ha dato contributi sulla riparazione della fotoliasi e dell'escissione dei nucleotidi nei batteri che hanno cambiato il suo campo.
Sancar è Professore di Biochimica e Biofisica presso la Scuola di Medicina dell'Università della Carolina del Nord a Chapel Hill e membro dell'UNC Lineberger Comprehensive Cancer Center.  È il co-fondatore della Aziz & Gwen Sancar Foundation, un'organizzazione senza scopo di lucro per promuovere la cultura turca e sostenere gli studenti turchi negli Stati Uniti.

## Biografia
Aziz Sancar è nato (settimo di otto figli) in una famiglia di classe sociale medio-bassa (dove parlava arabo con i suoi genitori e turco con i suoi fratelli) nel quartiere Savur della provincia di Mardin, Turchia sud-orientale, l'8 settembre 1946. Suo fratello maggiore, Kenan Sancar, è un generale di brigata in pensione delle forze armate turche.  È cugino di secondo grado del politico Mithat Sancar, membro del parlamento e presidente dell'HDP.  I suoi genitori erano analfabeti; tuttavia, si sono impegnati affinché Aziz potesse avere una buona formazione È stato istruito da insegnanti idealisti e ha poi dichiarato che questa è stata una grande ispirazione per lui. Nel corso della sua vita scolastica, Sancar ha avuto grande successo accademico che è stato notato dai suoi insegnanti. Ha studiato presso la Facoltà di Medicina dell'Università di Istanbul.

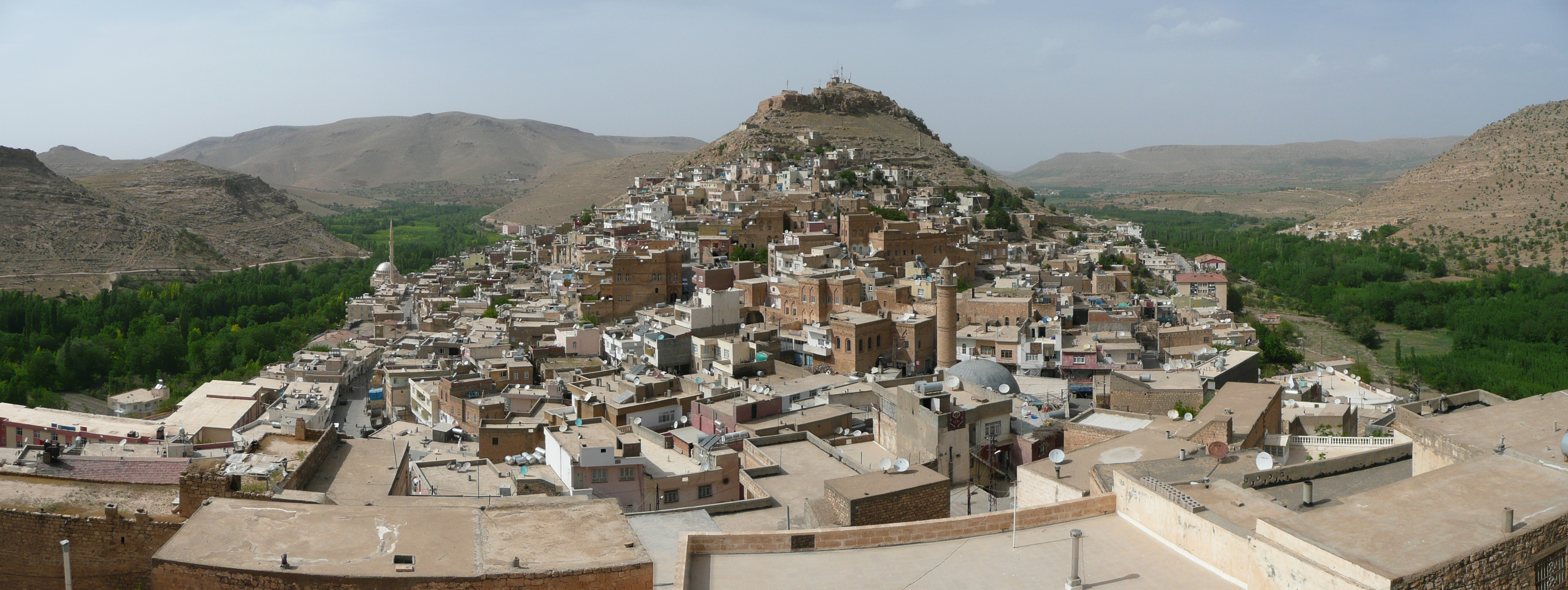
Savur, distretto della provincia di Mardin, Turchia

In un'intervista Sancar ha dichiarato che in gioventù era un nazionalista e partecipava alle riunioni locali dei lupi grigi (organizzazione affiliata al partito politico nazionalista turco MHP) anche se non ha partecipato attivamente a scontri ideologici.
Sancar ha ricevuto l'educazione primaria nei pressi della sua città natale di Savur. Ha poi conseguito la laurea in medicina a Istanbul nell'Università della Turchia e il dottorato di ricerca su un particolare enzima di E. coli (photoreactivating) nel 1977 presso l'Università del Texas a Dallas nel laboratorio del Dr. C. Stan Rupert.

## Carriera
Aziz Sancar è membro onorario della scuola turca delle Scienze (American Academy of Arts and Sciences).
Sancar tornò a Savur dopo aver ottenuto la laurea presso l'Università di Istanbul. Anche se voleva andare negli Stati Uniti, è stato spinto a diventare medico e come tale ha lavorato nella regione per un anno e mezzo. Ha poi vinto una borsa di studio da TÜBİTAK grazie alla quale ha potuto proseguire gli studi di biochimica presso la Johns Hopkins University, ma ritornò a Savur nel 1973 come medico dopo aver trascorso un anno e mezzo negli USA per le difficoltà sociali e l'incapacità di adattarsi al modo di vita americano. Parlava solo francese quando arrivò negli Stati Uniti e dopo la sua formazione presso la Johns Hopkins imparò l'inglese.
Poco dopo, scrisse a Stan Rupert, il quale era stato coinvolto nella scoperta della riparazione del DNA e si trovava alla Johns Hopkins mentre Sancar era lì, ma nel frattempo si era spostato all'Università del Texas a Dallas. È stato accettato e ha completato il suo dottorato di ricerca in biologia molecolare. Quindi ha lavorato presso la Yale University per cinque anni. È stato poi accettato come docente presso la University of North Carolina, l'unica università dalla quale ha ottenuto una risposta positiva. Ha dichiarato che il suo accento inglese era dannoso per la sua carriera come docente.

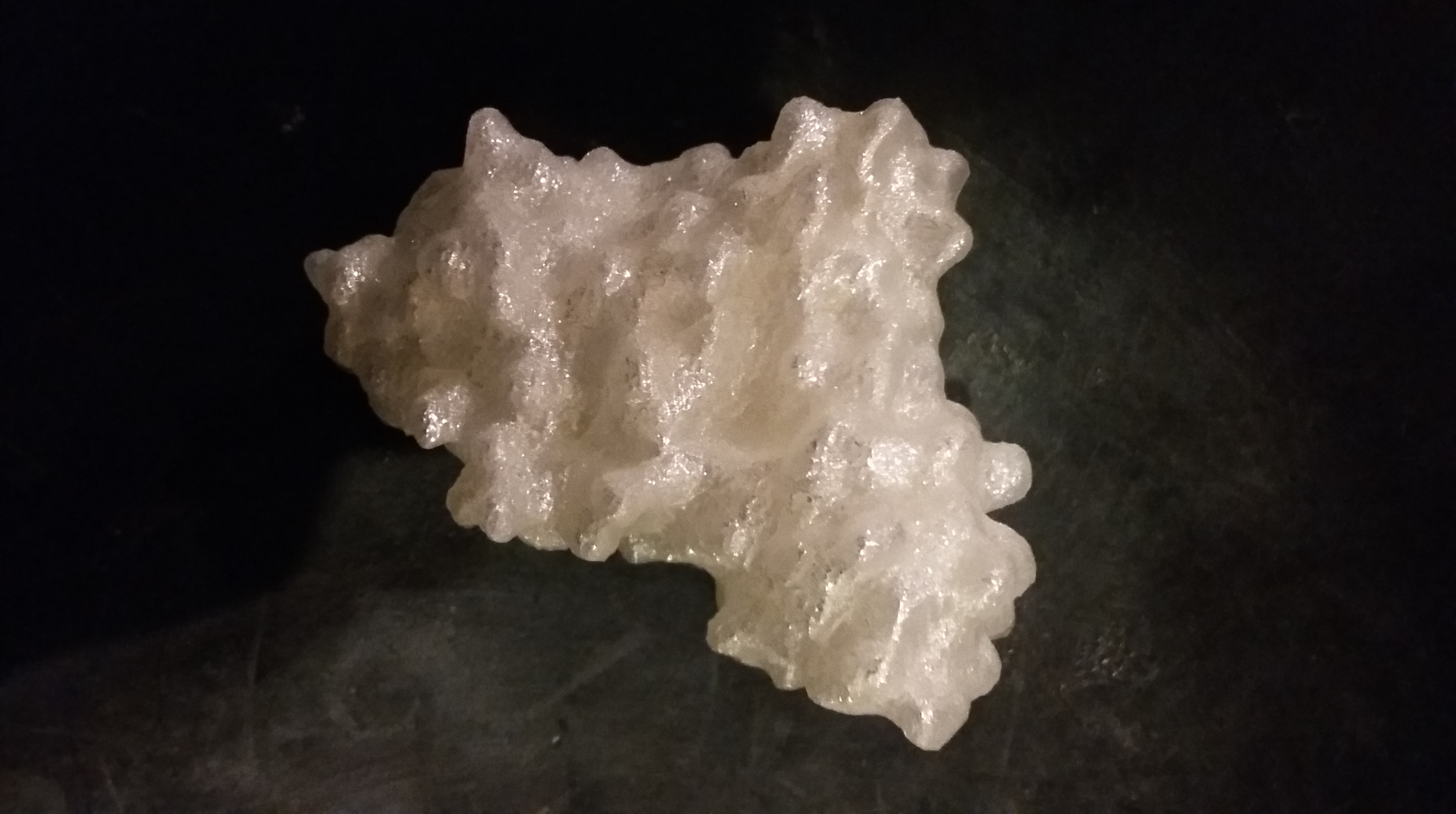
Modello di fotoliasi basato su 1QNF

Il suo studio più lungo riguardava enzimi per la riparazione del DNA (photolyase) e i meccanismi di foto-riattivazione. Nel suo articolo inaugurale nel PNAS fornisce l'osservazione diretta del fotociclo per la riparazione del dimero della timina. 

## Ricerca sull'orologio circadiano
Sancar e il suo gruppo di ricerca hanno scoperto che due geni, Period e Cryptochrome, mantengono gli orologi circadiani di tutte le cellule umane nel ritmo corretto, sincronizzandoli con le 24 ore del giorno e con le stagioni.  I loro risultati sono stati pubblicati sulla rivista Genes and Development il 16 settembre 2014. La ricerca di Sancar ha fornito una comprensione completa del funzionamento degli orologi circadiani negli esseri umani, che possono essere utilizzati per trattare un'ampia gamma di diverse malattie e disturbi come il jet lag e il disturbo affettivo stagionale e può essere utile per controllare e ottimizzare vari trattamenti contro il cancro.

## Vita privata
Sancar è sposato con Gwen Boles Sancar, che ha conosciuto durante il suo dottorato a Dallas, dove anche lei studiava biologia molecolare. Si sono sposati nel 1978.
Sancar è un musulmano praticante.  In un'intervista, ha dichiarato: "Sono orgoglioso di essere musulmano, ma non posso sostenere questo fatto in molte regioni degli Stati Uniti a causa dei problemi in corso". Subito dopo aver ricevuto il Premio Nobel, la sua etnia è stata messa in dubbio sui social media.  Sancar ha detto di essere "turbato da alcune delle domande ricevute", in particolare da domande sulla sua origine etnica. Quando la BBC gli ha chiesto se fosse "turco o mezzo arabo", Aziz Sancar ha risposto: "Ho detto che non parlo né arabo né curdo e che ero turco". E ancora: "Sono turco, questo è tutto". Il fratello di Aziz Sancar, Tahir, ha aggiunto in un'intervista che la loro famiglia discendeva dai turchi Oghuz che una volta emigravano dall'Asia centrale. Ha anche detto che il Premio Nobel di suo fratello è un onore per tutta la Turchia, compresi i curdi.
In una intervista, Sancar ha dichiarato che nella sua giovinezza era un idealista ma non partecipava alle attività. In un'altra intervista, Sancar ha affermato di sostenere il panturkismo moderato. Il 26 settembre 2021, Sancar è stato ospite d'onore del Consiglio turco in occasione dell'incontro dei ministri degli esteri degli Stati membri e ha tenuto la presentazione dal titolo "La conoscenza e il risveglio nazionale del mondo turco"; è stato annunciato dal ministro degli Esteri turco Mevlüt Çavuşoğlu.

## Premi
- Ha ricevuto il premio Nobel nel 2015 per la Chimica insieme a Tomas Lindahl e Paul L. Modrich per i loro studi meccanicistici di riparazione del DNA.[4][5] Sancar è il secondo premio Nobel turco, dopo Orhan Pamuk.
- Nel 1984 gli è stato conferito il Presidential Young Investigator Award dalla National Science Foundation in Biofisica Molecolare.[33]

Aziz Sancar ha donato la sua medaglia d'oro del premio Nobel e il certificato al mausoleo di Mustafa Kemal Atatürk, con una cerimonia presidenziale il 19 maggio 2016, giorno del 97º anniversario dell'inizio della guerra greco-turca combattuta da Atatürk. Ha consegnato una replica della sua medaglia Nobel e del suo certificato all'Università di Istanbul, in cui aveva conseguito la laurea in medicina.